# Japanse feestdag
De Japanse feestdagen worden geregeld door de Japanse wet op de nationale feestdagen (国民の祝日に関する法律, Kokumin no Shukujitsu ni Kansuru Hōritsu) uit 1966. In het onderstaande overzicht zijn ook algemeen gevierde niet-officiële feestdagen opgenomen.
Een nationale feestdag is ook een vakantiedag. De genoemde wet regelt dat als een nationale feestdag op een zondag valt, de vakantiedag wordt verplaatst naar de volgende dag. Ook een dag die ingeklemd tussen twee nationale feestdagen valt, wordt een vakantiedag (dus 4 mei, ingeklemd tussen 3 mei en 5 mei, was voor 2007 al een vakantiedag).

## Tabel met Japanse feestdagen
| Datum                       | Naam                                                       | Opmerkingen |
| --------------------------- | ---------------------------------------------------------- | --- |
| Eerste helft januari        | Nieuwjaar 正月 (Shōgatsu) of お正月 (Oshōgatsu)            | 1 januari, ganjitsu, is een nationale feestdag en het begin van de belangrijkste vakantieperiode in Japan. De periode wordt shōgatsu of o-shōgatsu genoemd en kan slaan op 1-3, 1-7 of 1-20 januari. Oorspronkelijk was shogatsu de naam voor januari. Velen bezoeken Boeddhistische tempels, waar men een klok kan luiden, één keer voor iedere zonde. Velen reizen naar een tempel of een plaats in de natuur om de eerste zonsopgang van het jaar te zien. De Japanse postbezorgers bezorgen op 1 januari de kaarten met gelukswensen (en vaak een loterijnummer) die in groten getale worden verzonden. Traditie is om in de eerste week van januari een paar decoraties gemaakt van den en bamboe naast de deur te zetten (門松, kadomatsu). Binnenshuis staan er kagami mochi, rijstcakes in de vorm van twee gestapelde ballen, soms met citrusfruit (meestal een mandarijn) erop, bij het familiealtaar. De rijstcakes horen ook in de zōni, de groentesoep die in deze periode wordt gegeten. Karuta, een kaartspel waarin de waka gedichten van Hyakunin Isshu worden gebruikt, is een traditioneel tijdverdrijf in de Nieuwjaarsvakantie. |
| Tweede maandag van januari  | Meerderjarigheidsdag 成人の日 (Seijin no hi)               | Alle mensen die dit jaar de leeftijd van 20 bereiken, worden ceremonieel gevierd op deze nationale feestdag. In veel steden worden ceremonies gehouden met toespraken door prominenten. Bij veel ceremonies worden alcoholische dranken aangeboden omdat alcohol een privilege is van de volwassenen. Misdragingen hebben in een aantal steden geleid tot beperkingen op deze ceremonies. Tot 2000 viel de meerderjarigheidsdag altijd op 15 januari. |
| 3 februari                  | Setsubun 節分                                              | Deze traditionele vakantiedag is geen nationale feestdag. Setsubun markeert het begin van de lente en een van de tradities is mamemaki, het gooien van soyabonen, waarbij geroosterde bonen het huis uit gegooid worden onder de uitroep Oni wa soto, fuku wa uchi ("Duivels eruit, geluk erin"). Er zijn nogal wat regionale variaties op deze uitroep. Op setsubun eet iedere persoon evenveel bonen als hij/zij jaren oud is. Tamelijk recent is de vervanging van sojabonen door pinda's. |
| 11 februari                 | Stichting van Japan dag 建国記念の日 (Kenkoku kinen no hi) | Op deze nationale feestdag wordt de stichting van de natie herdacht met de bedoeling de vaderlandsliefde aan te wakkeren. Voor de Tweede Wereldoorlog was deze dag de herdenking van de legendarische eerste Japanse keizer Jinmu in 660 v.Chr. Na de oorlog verviel deze feestdag totdat in 1966 deze nationale feestdag weer op de kalender werd gezet. |
| 14 februari                 | Valentijnsdag バレンタインデー (barentaindē)               | Valentijnsdag is geen nationale feestdag. In Japan wordt op deze dag door vrouwen chocolade gegeven aan mannen. Bij geliefden zit er vaak nog iets extra bij de chocolade (honmei choko), bij collega's en vrienden blijft het bij een doosje chocola (giri choko). |
| 23 februari                 | Verjaardag van de keizer 天皇誕生日 (Tennō tanjōbi)        | De verjaardag van de regerende keizer is een nationale feestdag. Keizer Naruhito is op deze dag geboren in 1960. Het keizerlijk paleis in Tokio is open op deze dag en vele duizenden groeten men met vlaggen. |
| 3 maart                     | Hinamatsuri 雛祭り (Hina matsuri)                          | Deze traditionele 'meisjesdag' is geen nationale feestdag. Een andere naam is perzikfestival (momo no sekku) omdat in deze tijd van het jaar de perzikbomen bloeien. De dag is bedoeld om meisjes geluk te wensen en een van de gewoontes is het uitstallen van een verzameling poppen in het hofkostuum van de Heian periode, daarom is de letterlijke vertaling van hinamatsuri 'poppenkijkfeest' en heet de viering ook wel eens 'poppenfeest'. |
| 14 maart                    | White Day ホワイトデー (howaitodē)                         | Deze dag is een Japanse variatie op Valentijnsdag die is ontstaan door toedoen van de producenten van snoep ('wit' slaat op 'suiker'). Witte dag is, net als Valentijnsdag, geen nationale feestdag. Formeel wordt deze dag gevierd sinds 1980, maar de oorsprong ligt eerder. |
| Rond 21 maart               | Begin van de lente 春分の日 (Shunbun no hi)                | Het begin van de lente is een nationale feestdag voor de bewondering van de natuur en de liefde voor levende wezens. Rond deze tijd zijn er verschillende Boeddhistische sektes die de voorjaars higan vieren. Veel mensen bezoeken de graven van hun voorouders, maken de grafsteen schoon, ruimen de begraafplaats op en offeren bloemen. De eerste viering van deze dag in Japan vond reeds plaats in 806. |
| 8 april                     | Bloemenfestival (Hana Matsuri) of (Kambutsu-e)             | Het bloemenfestival is de viering van Boeddhas verjaardag. Dit is geen nationale feestdag. Kinderen drinken dan traditioneel ama-cha (hortensiathee). De ama-cha wordt op deze dag ook over Boeddhabeelden gegoten. |
| Eind maart - begin april    | Bloemenkijkfeest (Hanami)                                  | In deze periode staat, afhankelijk van het gebied, de Japanse kersenbloesem (sakura) in bloei. De korte bloeiperiode van de sakura symboliseert de vergankelijkheid van het leven. Er worden picknicks georganiseerd (vaak ook door bedrijven) om naar de bloeiende kersenbloesems te kijken. |
| 29 april                    | Shōwa-dag 昭和の日 (Shōwa no hi)                           | Deze nationale feestdag begon als de verjaardag van keizer Hirohito. Na zijn dood bleef dit een vakantiedag en werd dit de dag van het natuurgroen. Met ingang van 2007 is 29 april Shōwa-dag geworden en is de dag van het natuurgroen verschoven naar 4 mei. Deze dag is het begin van de Gouden week (Gōruden uiku, de Japanse uitspraak van 'Golden week'). In veel gevallen is men vrij van 29 april tot en met 5 mei. |
| 3 mei                       | Dag van de grondwet 憲法記念日 (Kenpō kinenbi)             | Op deze nationale feestdag houdt men de herinnering levendig aan het van kracht worden van de Japanse naoorlogse grondwet. De "MacArthur Grondewet" verving de Meiji Grondwet in 1947, en met ingang van 1948 bestaat deze feestdag. Aan deze feestdag zijn er geen tradities of festiviteiten verbonden. |
| 4 mei                       | Dag van het natuurgroen みどりの日 (Midori no hi)          | Vóór 2007 was dit een tussen feestdagen ingeklemde dag (国民の休日, Kokumin no kyūjitsu); met ingang van 2007 is de voorheen op 29 april gevierde nationale feestdag van het natuurgroen naar 4 mei verschoven. Deze dag verwijst naar het belang van de natuur en een van de tradities is het (door kinderen) planten van bomen. |
| 5 mei                       | Kinderdag 子供の日 (Kodomo no hi)                          | Dit is een nationale feestdag. Voorheen stond deze dag bekend als 'jongensdag' of Tango no sekku (Irisfestival). Deze dag heet nu 'kinderdag' omdat alleen jongensdag als nationale feestdag vieren (en meisjesdag op 3 maart niet) politiek incorrect was. Op deze dag laat een familie aan de buren zien dat er jongens in het gezin zijn door een koi no bori uit te hangen: de bovenste karper stelt de vader voor, de tweede de moeder, de volgende de zoons (nu officieel de kinderen)). Deze traditie wordt wel herleid tot de gewoonte van de samoerai uit de Edo periode om karpervormige wimpels als teken van kracht te tonen. Binnenshuis worden poppen in samoeraikledij en kabuto (samoeraihelmen) neergezet als wens dat de zoons opgroeien tot onbevreesde mannen. |
| 7 juli of 7 augustus        | Tanabata 七夕 (Tanabata)                                   | Tanabata is geen nationale feestdag en volgens de oude maankalender wordt deze dag, ook wel het 'sterrenfestival' genoemd, gevierd op 7 juli. Er zijn ook plaatsen, zoals Sendai waar deze dag op 7 augustus wordt gevierd. Tanabata is van Chinese oorsprong. In het astronomisch sprookje zijn twee geliefden, weefster Orihime (de ster Wega) en herder Hikoboshi (de ster Altair) gescheiden door de vader. Als straf voor het verwaarlozen van het weven en hoeden na de trouwerij, werden zij door de vader aan weerszijden van de rivier (de Melkweg) gezet. Eenmaal per jaar (7 juli) ontmoeten zij elkaar doordat eksters een brug over de rivier vormen. Dit gebeurt alleen bij een heldere nacht. Als het regent, moeten de twee geliefden weer een jaar wachten. Bamboetakken worden die dag met papieren versieringen en kaarten versierd. Deze versierde takken worden dan in de tuin geplaatst. Tegenwoordig worden in deze papieren kaarten vaak wensen gezet in de vorm van poëzie, die hierna door de twee geliefden zouden worden verhoord. |
| Derde maandag van juli      | Dag van de zee 海の日 (Umi no hi)                          | Dit is een nationale feestdag als dag van dank voor wat de zee Japan biedt en voor hoop op voorspoed als maritieme natie. Vóór 1996 was dit nog geen nationale feestdag. Vanaf 1996 was het een feestdag op 20 juli, en de wens om lange weekeinden te creëren heeft vanaf 2003 geleid tot viering op een maandag. |
| 13-15 juli/augustus         | Obon お盆 (Obon)                                           | Obon zijn geen nationale feestdagen, maar veel bedrijven sluiten en mensen gaan massaal terug naar hun (voor)ouderlijk huis, hetgeen leidt tot files en overvolle treinen bij het begin en eind van Obon. Obon is een festival dat teruggaat op de Boeddhistische urabon ceremonie waarbij offers worden gedaan voor de (voor)ouders. In het huidige Obon zijn ook niet-boeddhistische elementen opgenomen. Feestvuren worden aangestoken om de geesten van de overledenen terug naar huis te begeleiden. Priesters bidden en familie plaatst offers bij altaren. Op het eind van Obon worden opnieuw vuren aangestoken om de geesten terug te begeleiden naar de andere wereld. Een andere traditie is de bon dans (盆踊り, bon odori), een gezamenlijke dans, vaak in een park met levende muziek. Ook dit gebruik gaat terug op een Boeddhistisch verhaal dat draait om de eerbied voor de voorgaande zeven generaties. Obon was traditioneel op de vijftiende dag van de zevende maand van de maankalender. Na overgang op de gregoriaanse kalender bleef een deel van de bevolking de oorspronkelijke vieren, maar de meesten kozen voor of 15 juli of 15 augustus (dat dichter bij de traditionele datum ligt). De laatste jaren is augustus de meest gebruikelijke periode om Obon te vieren omdat dat mooi aansluit bij de zomervakantie. Bovendien is de meteorenzwerm Perseïden rond half augustus op zijn hoogtepunt en in combinatie met de traditioneel Japanse associatie tussen vallende sterren en geesten van de overlevenden, past Obon goed in augustus. |
| Derde maandag van september | Dag van respect voor bejaarden 敬老の日 (Keirō no hi)      | De oorsprong van deze dag ligt in 1947 toen een stad 15 september uitriep tot 'bejaardendag'. Deze dag werd nationaal populair en in 1966 werd het een nationale feestdag. De Japanse media zetten op deze dag de oudste inwoners centraal. |
| Rond 23 september           | begin van de herfst 秋分の日 (Shūbun no hi)                | Deze nationale feestdag is vergelijkbaar met Shunbun no hi, het begin van de lente rond 21 maart. Boeddhisten bezoeken de graven van de voorouders en algemeen is het een dag van herdenken van de overledenen. |
| Tweede maandag van oktober  | Nationale sportdag 体育の日 (Taiiku no hi)                 | Dit is een nationale feestdag om te genieten van sportbeoefening en de promotie van 'een gezonde geest in een gezond lichaam'. De dag is in 1966 voor het eerst gevierd op de verjaardag van de openingsdag van de Olympische Zomerspelen 1964 in Tokio op 10 oktober. Ook deze dag is naar een maandag verschoven om lange weekeinden te creëren. |
| 3 november                  | Cultuurdag 文化の日 (Bunka no hi)                          | Cultuurdag is een nationale feestdag sinds 1948. De dag herinnert aan het aannemen van de moderne Japanse grondwet in 1946 (die op 3 mei 1947 van kracht werd). Vóór de Tweede Wereldoorlog was dit ook een vakantiedag omdat het de verjaardag was van keizer Meiji. Op deze dag reikt de keizer de Cultuurorde uit in het kōkyo (keizerlijk paleis). |
| 15 november                 | 7-5-3 dag 七五三 (Shichi-Go-San)                           | Op deze Shinto feestdag (dus geen nationale feestdag) vieren families het bereiken van de leeftijd van 3, 5 of 7 jaar. Het is de gewoonte dat ouders om met hun kinderen naar een Shinto tempel te gaan: meisjes als ze 3 en 7 jaar zijn, jongens als ze 5 jaar zijn (in sommige regio's ook bij 3 jaar). De kinderen worden in traditionele kleding gestoken en op foto en video vastgelegd; de ouders bidden voor een gezond en gelukkig leven voor hun kinderen. Kinderen krijgen chitoseame (duizend-jaar-snoepjes), zoete snoepjes die duizend jaar geluk moeten brengen en gegeven worden in zakjes met daarop de symbolen voor een lang leven: kraanvogels, schildpadden, bamboe, den en ume (Aziatische pruim). |
| 23 november                 | Dag van de arbeid 勤労感謝の日 (Kinrō kansha no hi)        | De Dag van de arbeid is sinds 1948 een nationale feestdag; daarvoor was op deze dag een oogstfeest genaamd niinamesai. Op deze dag staat men stil bij arbeid en productie. |
| 24-25 december              | Kerstmis クリスマス (Kurisumasu)                           | Hoewel Kerstmis geen nationale feestdag is, en de geboorte van Jezus Christus niet wordt gevierd, is deze dag in Japan erg populair. Veel westerse symbolen zoals kerstliedjes, Kerstman, veel lichtjes, Kentucky Fried Chicken en kerstgebak (in de Japanse versie met aardbeien en room) zijn deel geworden van het Japanse kerstfeest. In de kerstweek is de 9e symfonie van Beethoven erg populair. |
| 31 december                 | Oudejaarsavond 大晦日 (Ōmisoka)                            | In de laatste week van het jaar houden Japanners bōnenkai, "vergeet-het-jaar-bijeenkomsten". Veel werkgevers gebruiken deze feesten om de werknemers te belonen voor hun diensten in het afgelopen jaar. Bij deze gelegenheden vloeit veel bier en sake. Een van de gebruiken is de Ōsōji, de grote schoonmaak. Ook op het werk en op school is de schoonmaak een voorbereiding op het nieuwe jaar. Als het huis schoon is, start het bereiden van de traditionele jaarwisselingmaaltijden. Op oudejaarsavond eet men Toshi-koshi soba (lett. "over de jaren pasta"). Om middernacht wordt de gong of bel van de tempels 108 keer geluid, één keer voor elke aardse behoefte die het leed van de mens veroorzaakt. Een recentere traditie is de jaarlijkse televisieshow van de omroep NHK op oudejaarsavond, de Kōhaku Uta Gassen, waarin een rood (vrouwen) en een wit (mannen) team een zangwedstrijd houden waarbij wordt gezongen in een groot aantal genres. Oudjaar is geen nationale feestdag. |

## Recente veranderingen
Met ingang van 2000 is in Japan het 'Goede Maandag Systeem' (ハッピーマンデー制度) ingevoerd waarbij een aantal feestdagen verplaatst zijn naar een maandag om een lang weekeinde te verkrijgen:
- Meerderjarigheidsdag: 15 januari → 2e maandag van januari, met ingang van 2000.
- Dag van de zee: 20 juli → 3e maandag van juli, met ingang van 2003.
- Dag van respect voor bejaarden: 15 september → 3e maandag van september, met ingang van 2003.
- Nationale sportdag: 10 oktober → 2e maandag van oktober, met ingang van 2000.

In 2005 is besloten om met ingang van 2007
- Shōwa-dag in te voeren op 29 april,
- Dag van het natuurgroen te verplaatsen naar 4 mei.

Door de abdicatie van keizer Akihito die werd opgevolgd door Naruhito werd met ingang van 1 mei 2019
- Verjaardag van de keizer verplaatst naar 23 februari
- 23 december (verjaardag van Akihito) verviel als feestdag